# Akácie dlouhotrnná

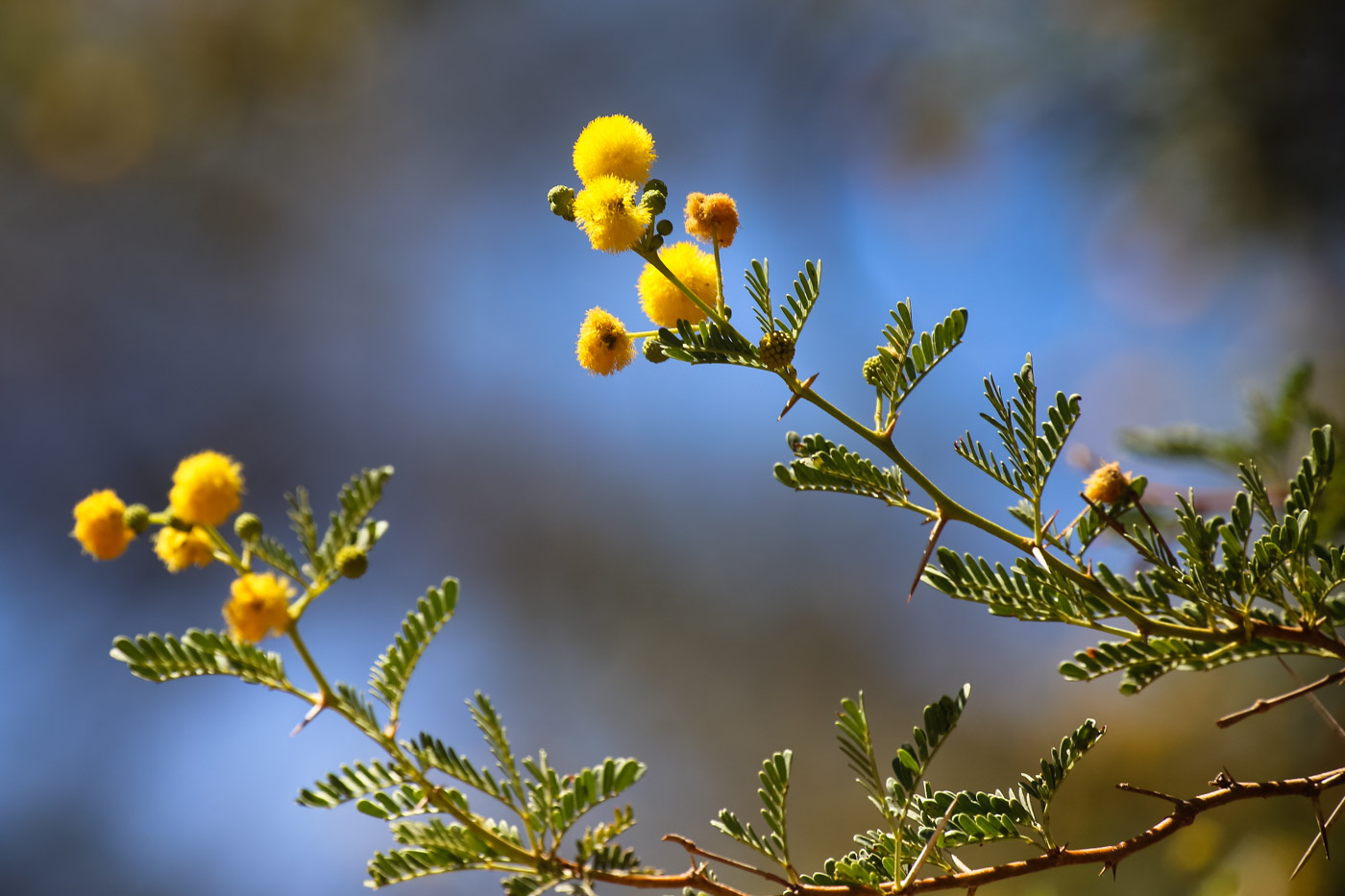
Kvetoucí akácie

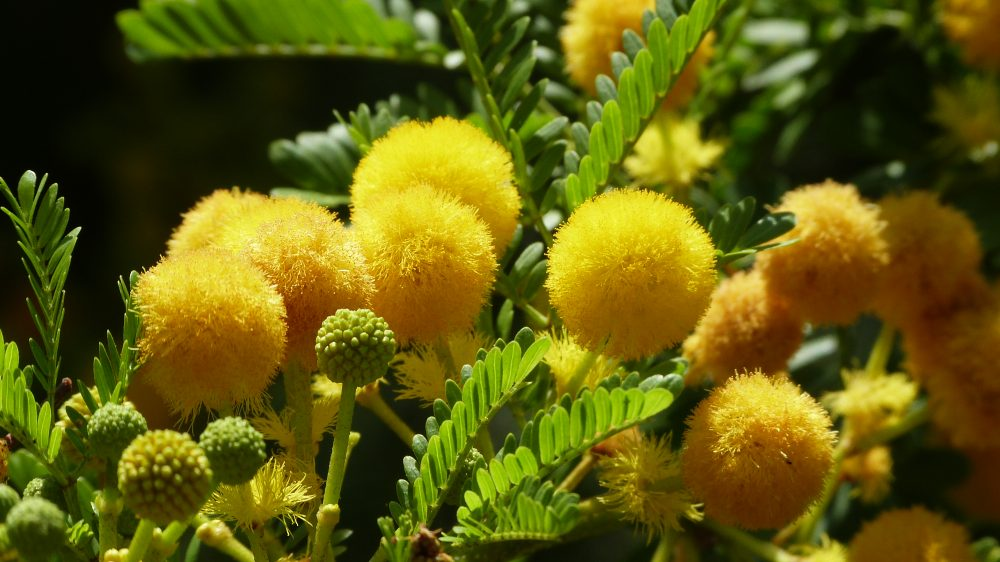
Květenství akácie

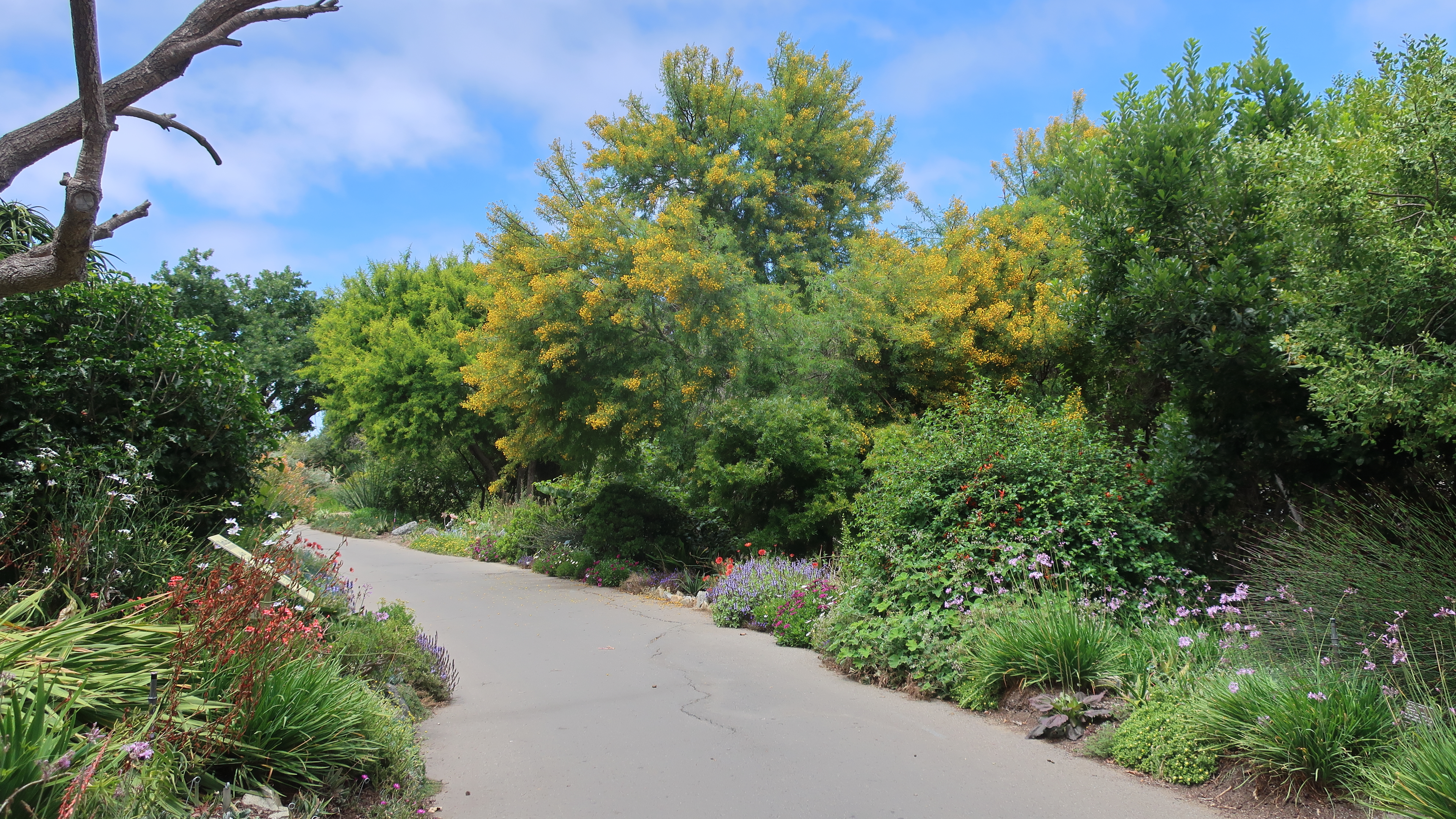
Akácie dlouhotrnná v Botanické zahradě v San Diegu.

Akácie dlouhotrnná (Vachellia karroo) nebo kapinice dlouhotrnná je stálezelený nebo opadavý keř nebo strom s kulatou korunou, který pochází z jižní Afriky. Je známá pod synonymy Acacia karroo, Acacia dekindtiana, Acacia natalibia a Acacia inconflagrabilis.

## Popis
Akácie dlouhotrnná může být keř nebo středně velký strom, který má nízký kmen. Typická je kulatá koruna a jeho výška je nejčastěji 12 metrů. Může dorůstat až do výše 15 metrů, v závislosti na místě výskytu daném množstvím vody. Jedná se o adaptabilní rostlinu, která roste v místech, kde srážky dosahují 800 mm až 900 mm za rok, ale i v oblastech velmi suchých. Pro rozrůstání kořenů vyžaduje hluboké půdy, hlavní kořen je dlouhý a umožňuje s celou kořenovou soustavou získávání vody a živin z velkých hloubek. V suchých oblastech její výskyt potvrzuje přítomnost vody v daném prostředí. Na kořenech žijí symbiotické bakterie, které zlepšují kvalitu půdy uvolňováním dusíku do okolí. Borka bývá v mládí hnědočervená, později hnědá a rozpraskaná. Trny jsou bílé, našedlé, až slabě okrově žluté, párové, dlouhé (5 cm až 7 cm, někdy až 17 cm) a rovné, jsou palistového původu. Listy jsou dlouhé 11 cm (mohou být i 24 cm), 2x zpeřené s 5 až 15 páry lístků (někdy i 27 páry) lístků, které jsou eliptické, dlouhé 0,4 cm až 0,7 cm (1,2 cm), široké 1 mm až 3 mm (5 mm). Okraje lístků jsou celokrajné, na vrcholu tupé nebo špičaté, ale bez nasazené špičky. Květy jsou uspořádány v květenstvích - kulovitý strboul (hlávka), květy jsou slabě vonné poměrně velké (o průměru 0,8 cm až 1,2 cm), rozlišeny na kalich (dlouhý nejčastěji1,3 mm až 2,0 mm) a korunu (2,5 mm až 3,0 mm), zářivě žluté barvy. Tyčinek je mnoho, gyneceum tvoří jediný plodolist. Kvete od března do června (až července) podle abiotických podmínek. Opylují ji různé druhy hmyzu. Plodem je úzký, plochý a srpovitě zahnutý lusk, často zaškrcovaný. Lusk má délku nejčastěji 6 cm až 16 cm (ale může být dlouhý  jen 4 cm nebo naopak až 17 cm), obsahuje zploštělá semena.

## Výskyt
Akácie dlouhotrnná je původem z jižní Afriky, kde se vyskytuje na severu od jižní Angoly, Zambie k Mosambiku a zasahuje na jih až do JAR. Tvoří typické porosty podél vodních toků i na pobřežních dunách. Dnes se vysazuje jako okrasný strom v tropech a subtropech v parcích a zahradách Indie, Austrálie a Izraele. Může se vyskytovat v oblasti celého Středomoří, podobně jako ostatní druhy akácií.

## Význam
V rodě akácií patří k nejvíce mrazuvzdorným rostlinám. Využívá se jako potrava pro zvířata. Její guma, kůra a listy se využívají k léčbě nachlazení, krvácení nebo zánětu spojivek. Obohacuje půdu o dusík pomocí bakterií vázaných na kořenovém systému, dobře se rozšiřuje, což ji řadí k hojným druhům rostlin. Protože je ohrožena intenzivním spásáním zvířaty, je zařazena na červený seznam jižní Afriky (Least concern) jako rostlina vyžadující pozornost.